# Trichodura lineata
Trichodura lineata är en tvåvingeart som beskrevs av Townsend 1934. Trichodura lineata ingår i släktet Trichodura och familjen parasitflugor. Inga underarter finns listade i Catalogue of Life.